# 폴라 보글
폴라 보글(Paula Vogel, 1951년 11월 16일 ~ )은 1998년 풀리처상을 받은 미국의 극작가이다.

## 생애
미국 워싱턴 출신으로 1951년생이다. 가톨릭유니버시티대학에서 학부를 마치고 코넬대학에서 영문학 박사과정을 수료했다. 영문학과에 가게 된 이유는 예일대학 연극학과에서 낙방했기 때문이라고 한다. 하지만 오히려 영문학과에서 문학과 인문학의 기초를 확실하게 닦고 많은 작가들을 공부하게 되어 작가가 되는 데에는 좋은 선택이었다고 보글은 한 인터뷰에서 말한 적이 있다.
보글은 뉴잉글랜드 명문 브라운대학에서 20년간 교수로 있었으며 2008년 이후부터는 예일대학 드라마학부 극작과 교수로 재직 중이다. 부임 이후에는 영국의 극작가 톰 스토파드(Tom Stoppard)를 초청하기도 했다. 브라운대학 영문과 대학원 시절, “새 희곡 축제(New Play Festival)”를 만들어 진행하면서 이 프로그램을 미국 내 가장 우수한 희곡 창작 프로그램으로 확립시켰다.
보글은 커밍아웃한 동성애자로 브라운대학의 생물학과 교수인 앤 스터링(Ann Sterling)과 결혼 후 아들을 입양해 키우며 동성애 부부로 살고 있다. 보글은 자신의 성적 취향을 일찍부터 알았는데 이러한 성적 취향이 연극계에서는 장애가 되지 않는다는 것을 알고 그 돌파구를 연극에서 찾았다고 밝힌 적이 있다. 그녀는 퓰리처상 수상 당시 첫 레즈비언 수상자라고 언론의 떠들썩한 주목받기도 했다.
폴라 보글이 즐겨 다루는 주제는 성 남용, 성매매, 가정 폭력, 포르노, 동성애 혐오 등이다. ＜집으로 가는 긴 크리스마스 여행(The Long Christmas Ride Home)＞(2003), ＜그리고 베이비가 들어와 일곱이 되었어(And Baby Makes Seven)＞(1984), ＜가장 오래된 직업(The Oldest Profession)＞(1981)도 이런 주제를 다룬다. 1992년 오비상 수상작인 ＜볼티모어 왈츠(Baltimore Waltz)＞는 에이즈를 소재로 한 작품으로 에이즈로 죽은 자신의 남동생 칼(Carl)을 모델로 했다. 이후 그녀는 매 작품마다 동성애 혐오 정서를 바꾸어 놓으려는 노력을 하고 있으며 이러한 노력은 동성애자인 작가 자신의 정체성과 무관하지 않다. 보글의 아버지 돈 보글(Don Vogel)은 인권 운동가인 아들의 죽음을 잊지 않고, 또 다른 에이즈 환자들에게도 도움을 주기 위해 워싱턴에 칼 보글 에이즈 센터를 설립해 운영하고 있다.
보글은 극작을 가르치는 교수로도 유명한데 퓰리처상 수상 작가인 닐로 크루즈(Nilo Cruz)와 린 노티지(Lynn Nottage), 수전 블랙번 상 수상자인 브리짓 카펜터(Bridget Carpenter), 오비상 수상자인 애덤 벅(Adam Bock), 머카서 지원금 수상자 사라 럴(Sara Ruhl)도 모두 보글의 브라운대학 시절 “새 희곡 축제” 출신 제자들이다. 미국 대학극 페스티벌 케네디센터는 2003년부터 그녀의 이름을 딴 ‘폴라 보글 상’을 해마다 가장 우수한 학생 작품에 수여하고 있다.